# Стибор, Карел
Карел Стибор (чеш. Karel Stibor; 5 ноября 1924, Прага — 8 ноября 1948, Ла-Манш) — чехословацкий хоккеист, нападающий, выступавший за команду «ЛТЦ Прага» и национальную сборную Чехословакии. Чемпион мира и Европы 1947 года, серебряный призёр зимних Олимпийских игр в Санкт-Морице. Член Зала славы чешского хоккея (с 6 мая 2010 года). Трагически погиб в авиакатастрофе над проливом Ла-Манш 8 ноября 1948 года вместе с еще 5 чехословацкими хоккеистами. Заслуженный мастер спорта Чехословакии (1968, посмертно).

## Биография
Карел Стибор родился 5 ноября 1924 года в Праге.
Начал карьеру хоккеиста в 1942 году, в команде «ЛТЦ Прага», в период 1943—1948 годов 5 раз становился чемпионом Чехословацкой хоккейной лиги.
С 1946 по 1948 год Стибор выступал за национальную сборную Чехословакии по хоккею. В 1948 году он стал серебряным призёром зимних Олимпийских играх в Санкт-Морице. В 1947 году стал чемпионом мира и Европы.
Перед началом сезона 1948/49 чехословацкие хоккеисты проводили подготовительные матчи во Франции. После игры в Париже с французским клубом «Расинг», шесть хоккеистов (из них пятеро чемпионов мира 1947 года), в том числе Карел Стибор, летели частным самолётом в Лондон для участия в нескольких матчах в Великобритании. 8 ноября 1948 года их самолёт упал над проливом Ла-Манш. Стибор (которому за 3 дня до трагедии исполнилось 24 года) и все его партнёры по клубу и сборной трагически погибли.
6 мая 2010 года был принят в Зал славы чешского хоккея.

## Достижения
- Чемпион мира (1947)
- 2-кратный чемпион Европы (1947—1948)
- Серебряный призёр Олимпийских игр (1948)
- 3-кратный чемпион Чехословакии (1946—1948)
- 2-кратный чемпион Богемии и Моравии (1943—1944)
- 2-кратный победитель Кубка Шпенглера (1946—1947)

## Статистика
- Чемпионат Чехословакии — 24 игры, 34 шайбы
- Сборная Чехословакии — 23 игры, 14 шайб
- Всего за карьеру — 47 игр, 48 шайб